# Valentinijanska dinastija
Valentinijanska dinastija je imela štiri cesarje, ki so v Zahodnem rimskem cesarstvu vladali od leta 364 do 392, v Vzhodnem rimskem cesarstvu pa od leta 364 do 378.
Zahodni cesarji:
- Valentinijan I. (364–375) in njegova sinova
- Gracijan (375–383) in
- Valentinijan II. (375–392)

Vzhodni cesar:
- Valens,  brat Valentinijana I.  in
- njegov zet Teodozij I.

V zakonu Teodozija in Valentinijeve hčerke se je rodila Gala Palcidija, mati zahodnorimskega cesarja Valentinijana III., zadnjega vladarja iz obeh rodbin. Njegovi potomci so bili do konca 6. stoletja pripadniki rimskega plemstva v Konstantinoplu.